# Parafia Wniebowzięcia Najświętszej Maryi Panny w Katowicach
Parafia Wniebowzięcia Najświętszej Maryi Panny w Katowicach – parafia rzymskokatolicka należąca do dekanatu Katowice-Śródmieście w archidiecezji katowickiej. 

## Proboszczowie
- ks. Józef Kurpas (1951–1952) – administrator parafii,
- ks. Antoni Otręba (1952–1973) – pierwszy proboszcz,
- ks. Bernard Jośko (1973–2003) – proboszcz,
- ks. Grzegorz Kusze (2003–2013[1]) – proboszcz,
- ks. Zbigniew Kocoń (od 2013) – proboszcz[2].

## Gazeta parafialna
Gazeta parafialna nosi nazwę „Pielgrzym” i jest miesięcznikiem (z wyjątkiem wydania wakacyjnego na lipiec i sierpień).
Zawiera m.in. Słowo Proboszcza, aktualne wydarzenia z życia parafii, zdjęcia z różnych wydarzeń, przemyślenia i świadectwa.

## Grupy parafialne
Na terenie parafii działa kilkanaście grup parafialnych:
- Apostolstwo Dobrej Śmierci,
- Apostolat Matki Bożej Pielgrzymującej w Ruchu Szensztackim,
- Spotkania seniorów,
- Dzieci Maryi,
- Grupa św. Marty,
- Domowy Kościół,
- Legion Maryi,
- Lektorzy,
- Mężczyźni św. Józefa,
- Ministranci,
- Odnowa w Duchu Świętym,
- Ruch Czystych Serc,
- Ruch Czystych Serc Małżeństw,
- Zespół charytatywny,
- Żywy Różaniec.